# Vindinge (Dinamarca Meridional)
Vindinge es una localidad situada en el municipio de Nyborg, en la región de Dinamarca Meridional (Dinamarca), con una población estimada a principios de 2018 de unos 438 habitantes.
Se encuentra ubicada al este de la isla de Fionia, junto a la costa del Gran Belt (mar Báltico).